# 金綱りか
金綱 りか（かねつな りか、1989年7月4日 - ）は、日本の女優、元子役。

## 出演作品

### 映画
- 灰汁のかたまり

### テレビ
- 花嫁は16才! 第9話（1995年）
- みにくいアヒルの子（1996年）

### 舞台
- ミライカナタ（2010年）
- 東京ZOOM II（2010年）
- 時計〜僕がいる理由〜（2010年）
- くもの巣（2010年）
- 動機〜熱海マーダーケース〜（2010年）
- TENDER（2011年）
- TENDER 2（2011年）
- PRIDE（2011年）
- REBIRTH（2012年）
- はいすく〜る高校（2012年）
- SAORI〜想い出の六畳一間〜（2012年）
- 末期色の国（2013年）
- やくしく（2013年）
- LAST STAGE（2013年）
- 空にはきらきら金の星〜落雀の候〜（2014年）
- 錆の匂いとのぼり棒（2015年） - 藤森純子 役
- 空にはきらきら金の星〜落雀の候〜（2015年）

### ラジオ
- さめなんこつ

### その他
- ケータイドラマ MARIA